# Дабс, Адольф
Адольф Дабс (англ. Adolph Dubs, 4 августа 1920 — 14 февраля, 1979) — американский дипломат, посол США в Афганистане в 1978―1979 годах. Убит в Кабуле во время операции по его освобождению после похищения террористами-маоистами. Потомок поволжских немцев, эмигрировавших в США в 1913 году.

## Биография

### Происхождение, семья
Родители Адольфа выходцы из Российской империи — немцы Поволжья, переселившиеся из Германии в Россию в 1760-х годах. Его отец — Александр Дабс (англ. Alexander Dubs) родился в 1893 году в селе Розенгейм (также Подстепное) Самарской губернии, а мать — Регина Симон (англ. Regina Simon, 1893 года рождения — умерла после 1979 года) — уроженка соседнего села Эндерс (сейчас Усть-Караман Энгельсского района Саратовской области). Они эмигрировали в США в 1913 году и поселились в Чикаго. Там же Александр и Регина заключили брак 7 марта 1914 года. 23 ноября 1914 года у них родился сын Александр, который умер ещё ребёнком 11 января 1916 года. Позже, в 1917 году, у них родился ещё один сын, которого также назвали Александром (1917—2004).
4 августа 1920 года родился Адольф, а в 1923 году — его сестра Вильма (ум. 1986). Отец Адольфа получил американское гражданство в 1926 году. Оба родителя пережили Адольфа и умерли после 1979 года.

### Образование, карьера
Окончил среднюю школу в Чикаго в 1938 году. В 1942 году выпустился из Beloit College, получив степень бакалавра по политологии. В колледже друзья, чтобы не называть Адольфа по имени, так как такое же имя носил Гитлер, дали ему прозвище «Spike», которое прошло с ним через всю жизнь.
Во время Второй мировой войны служил в ВМС США. Военное звание — лейтенант-коммандер. Позднее он окончил аспирантуру в Университете Джорджтауна и изучал дипломатическую службу в Гарвардском университете и Университете Вашингтона в Сент-Луисе.
С 1949 года состоял на службе в Государственном департаменте США.
- C 1949 по 1952 год — работает в Германии, во Франкфурте.
- С 1952 по 1954 год — в Монровии, Либерия.
- С 1954 года — в Оттаве, Канада.

Позже работал в Югославии, Вашингтоне, СССР.
В 1972 году получил высшую награду колледжа, который заканчивал — Beloit College, попав в список его выдающихся выпускников, неоднократно отмечался и департаментом за отличную работу. Свободно владел немецким и русским языком. Считался экспертом по СССР. В 1973—1974 годах служил в посольстве США в Москве в должности поверенного в делах.
C 1975 по 1976 год — заместитель помощника государственного секретаря по вопросам Ближнего Востока и Южной Азии.
27 июня 1978 года назначен послом в Афганистан. 12 июля этого же года ему была вручена верительная грамота.

## Похищение и убийство
Адольф Дабс стал послом в Афганистане в очень напряженный период. Его «специализация» в области СССР и знание русского языка во многом способствовали тому, что сразу после Саурской революции, когда к власти пришло просоветское правительство, именно он был отправлен в провозглашенную Демократическую Республику Афганистан.
В официальных переговорах представлял и последовательно отстаивал позицию США в отношении Афганистана, базирующуюся на принципе невмешательства во внутренние дела страны. Между тем, считалось, что основной задачей Дабса было не дать ДРА полностью попасть под влияние СССР. Поддерживая контакты с действующим руководством страны, за недолгое время своей работы он провел более десяти личных встреч с Амином, наладив с ним очень теплые отношения, убеждая последнего в том, что и на Западе можно найти партнеров для будущего страны.
14 февраля 1979 года Дабс отправился из своей резиденции в посольство. По пути машину посла остановил полицейский. Несмотря на дипломатический иммунитет, Дабс сказал водителю остановиться. Полицейский попросил осмотреть автомобиль, после чего резко рванул заднюю дверь и сел рядом с послом, держа в руке револьвер. Через несколько секунд в машине оказались ещё три человека. Водителю было приказано отправляться в гостиницу «Кабул».
Террористы (члены группы маоистского толка «Сатам-е-милли» — «Национальный гнёт») позже потребовали освободить из тюрем близких к ним политзаключённых, включая Тахира Бакдаши. Условия, выдвинутые террористами, не были приняты. Под давлением Амина было принято решение о штурме. В ходе операции по его освобождению американский посол погиб.
В. Н. Митрохин указывает, что штурмом фактически руководили сотрудники КГБ. С его слов, афганские штурмовики прошили пулями номер, где укрылись похитители с послом. Дабс был смертельно ранен и скончался. На его теле точно было не менее двух пулевых ранений. Убиты двое террористов, один схвачен и четвёртый бежал. На четырёх террористов приходилось только три пистолета.
Обстоятельства гибели Дабса до сих пор вызывают массу вопросов. Сразу после убийства говорилось о двух версиях — либо никому не известные террористы, исламские фанатики имели желание прославиться, либо это была намеренная акция, направленная на ухудшение взаимоотношений правительства Афганистана и США, целью которой было заставить США поддерживать сопротивление или даже просто дать США повод поддерживать оппозицию.
Инцидент с послом привел к резкому ужесточению политики США в отношении Афганистана и стал одной из причин разгоревшегося конфликта. Пост посла США в Афганистане оставался вакантным до 2002 года.

## Почести, память
Адольф Дабс похоронен на Арлингтонском национальном кладбище.
- Его память увековечена мемориальной табличкой в здании Государственного департамента США, а также мемориалом в Кабуле.
- В честь Дабса назван один из военных лагерей на юго-западе Кабула.